# CBC Radio 3
CBC Radio 3 je kanadská rádiová stanice která se zaobírá propagací kanadské hudby a umění. Tuto stanici je možné naladit na satelitním radiu Sirius a nebo na internetu. CBC Radio 3 vysílá pod hlavičkou CBC (Canadian Brodcasting Corporation).
CBC Radio 3 hraje všehochuť od indie music, přes rock, pop, alternative, hip hop, folk, country až po elektronickou hudbu. Článek Nerve.com, vydaný v Říjnu 2006, nazval CBC Radio 3 pravděpodobně nejlepší světovou rádiovou stanicí ("possibly the world's best radio station").